# Матильда Людовіка Баварська
Матильда Людовіка Баварська (нім. Mathilde Ludovika in Bayern, 30 вересня 1843 — 18 червня 1925) — баварська принцеса з династії Віттельсбахів, донька герцога Баварського Максиміліана та баварської принцеси Людовіки, дружина принца Обох Сицилій Людвіка, графа де Трані. Молодша сестра імператриці Австро-Угорщини Єлизавети Баварської.

## Біографія
Матильда народилася 30 вересня 1843 року у замку Поссенгофен. Вона була сьомою дитиною та четвертою донькою в родині герцога Баварського Максиміліана та його дружини Людовіки Баварської. Дівчинка мала старших братів Людвіга та Карла Теодора й сестер Олену, Єлизавету та Марію Софію. Ще один брат помер немовлям до її народження. Згодом сімейство поповнилося донькою Софією Шарлоттою та сином Максом Емануелем.
Дитинство принцеси пройшло у замку Поссенгофен на березі озера Штарнбергер-Зеє. Зимову пору року родина проводила у палаці герцога Макса в Мюнхені. Атмосфера в сім'ї була невимушеною та далекою від придворного церемоніалу, чому сприяло життя на природі.

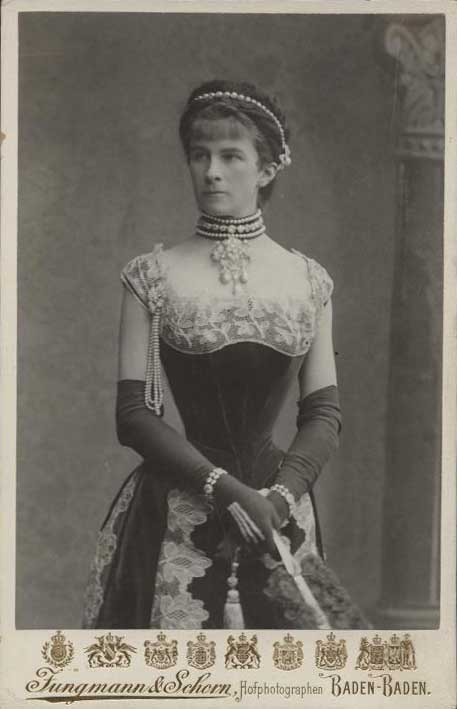
Світлина Матильди, ательє Jungmann & Schorn

Матильда вважалася вродливою дівчиною, проте була худорлявої статури та мала писклявий голос, через що отримала прізвисько Горобчик.
У 17 років вона була видана заміж за 22-річного принца Обох Сицилій Людвіка, який носив титул графа де Трані. Наречений був молодшим братом чоловіка її старшої сестри Марії Софії. Вінчання пройшло 5 червня 1861 року у церкві Всіх Святих у Мюнхені. Мешкало подружжя у Римі. Шлюб виявився нещасливим. Людвік вів розгульне життя, відвідував публічні будинки, робив багато боргів. Матильда, як і інші члени її родини, страждала на періоди депресії.
В перші роки шлюбу принцеса мала роман із іспанським дипломатом Сальвадором Бермудес де Кастро, маркізом де Лерма, від якого народила доньку на віллі Фарнезіна. Наступного року Сальвадор Бермудес був призначений послом до Парижа. Проте невдовзі знову повернувся до Рима.
У 1867 році Матильда народила єдину дитину від свого чоловіка — дочку Марію Терезу. Принцеса надавала перевагу роздільному проживанню. Часто подорожувала із сестрами Марією Софією та Єлизаветою. Відвідувала Париж, Фельдафінг, Баден-Баден. У 1886 році Людвік де Трані помер. Втім, існують відомості про його самогубство ще у 1878 році. Матильда більше не одружувалася. За кілька років після смерті Єлизавети її донька Марія Валерія сподівалася на шлюб тітки із батьком, проте з цього нічого не вийшло.
Під час Першої світової війни мешкала у Швейцарії. Пізніше, разом із Марією Софією, — у Мюнхені. В останні роки життя принцесам доводилося економити фінанси, оскільки більшість їхніх родинні активів була конфіскована із поваленням монархії. Померла за кілька місяців після сестри, влітку 1925 року. Похована на Лісовому цвинтарі Мюнхена.

## Нагороди
- Орден Зіркового хреста (Австрійська імперія).

## Титули
- 30 вересня 1843—5 червня 1861 — Її Королівська Високість Герцогиня Матильда Людовіка Баварська;
- 5 червня 1861—8 червня 1886 — Її Королівська Високість Графиня де Трані, Принцеса Бурбон-Сицилійська, Герцогиня Баварська;
- 8 червня 1886—18 червня 1925 — Її Королівська Високість Вдовіюча Графиня де Трані, Принцеса Бурбон-Сицилійська, Герцогиня Баварська.

## Родина
Коханець — іспанський дипломат Сальвадор Бермудес де Кастро, маркіз де Лерма.
Діти:
- Марія Сальвадора (1864—1945) — дружина Альваро Переса де Баррадаса, 12-го маркіза Пеньяфлора.

Чоловік — Людвік Бурбон-Сицилійський
Діти:
- Марія Тереза (1867—1909) — дружина принца Вільгельма Гогенцоллерна, мала доньку та двох синів.